# Insula Gemiler
Insula Gemiler (în turcă Gemiler Adası), numită și „Insula Sfântului Nicolae”, este o insulă din Marea Mediterană, situată în largul coastei Turciei, lângă orașul Fethiye. Pe insulă se află ruinele mai multor biserici construite între secolele al IV-lea și al VI-lea d.Hr., alături de cele ale unor clădiri asociate. Arheologii cred că mormântul inițial al Sfântului Nicolae s-ar fi aflat pe această insulă.

## Geografie
Insula Gemiler are forma unui triunghi isoscel inversat cu o bază de aproximativ 900 m și o înălțime de aproximativ 300 m. Coasta Anatoliei se află la nordul insulei la o distanță de 300 m: adâncimea maximă a canalului dintre insulă și coastă este de 27 m, permițând astfel ancorarea ambarcațiunilor de mari dimensiuni. Partea de nord a insulei este astfel complet adăpostită și - în afară de laguna Olü Deniz, închisă ambarcațiunilor - constituie primul adăpost sigur pentru marinarii care vin dinspre Kalkan⁠(d), după ce au navigat cele 30 de mile marine ale celor șapte capuri ale coastei anatoliene (yedi burunlar).

## Istoric

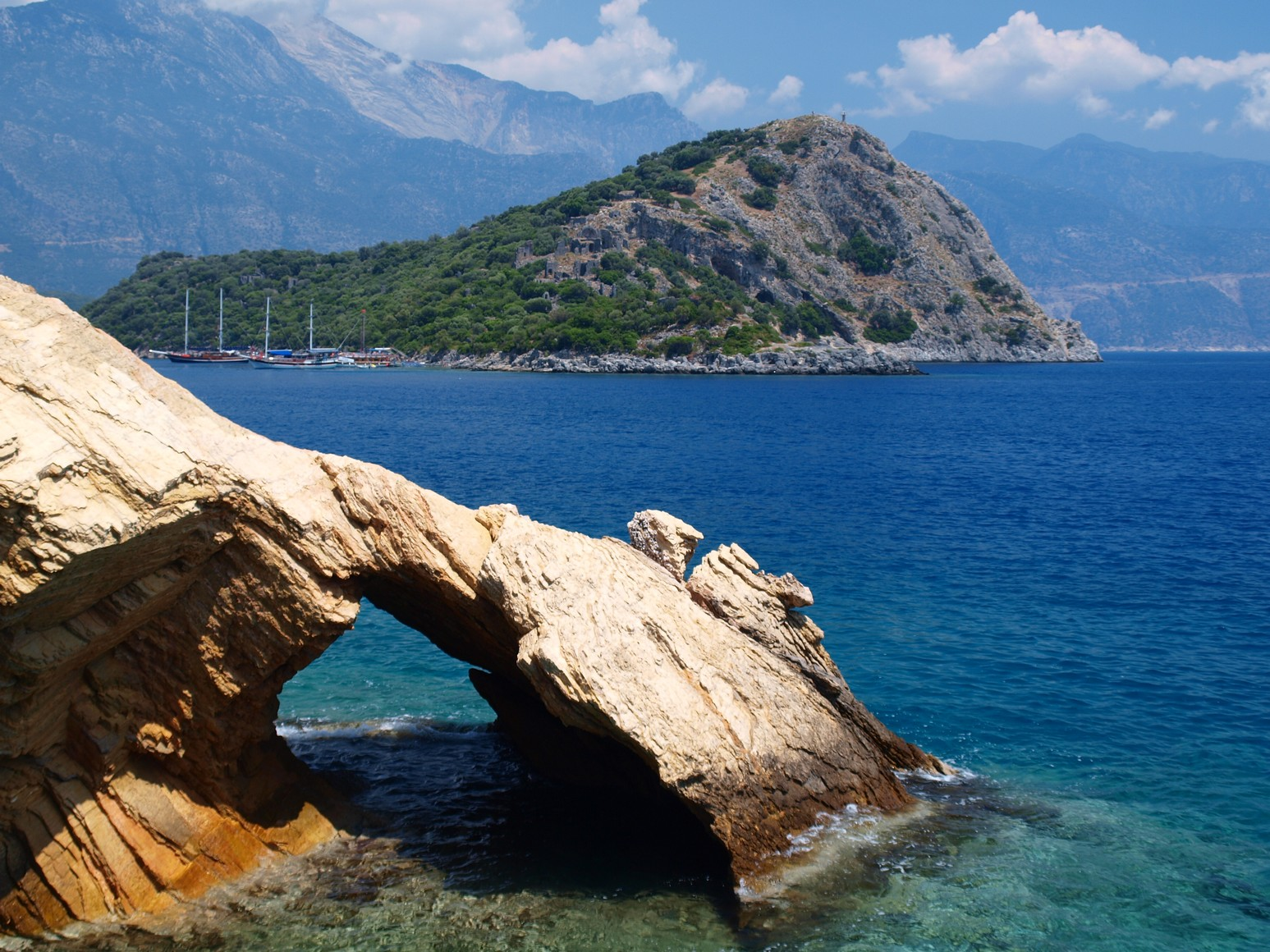
Insula Gemiler văzută dinspre vest. În spatele ei se află muntele Babadağ.

Pe insulă se află ruinele a cinci biserici bizantine construite între secolele al IV-lea și al VI-lea d.Hr., împreună cu o cale procesională lungă de 350 m. S-au mai păstrat și alte ruine din aceeași perioadă, printre care rămășițele a altor patruzeci de clădiri cu rol ecleziastic și a peste cincizeci de morminte creștine. Una dintre biserici a fost săpată direct în stâncă în cel mai înalt punct al insulei și este situată la extremitatea vestică a căii procesionale. Existența acestor clădiri ecleziastice și a mormintelor creștine i-au determina pe unii istorici să presupună că pelerinii creștini aflați pe drum către Țara Sfântă ar fi poposit pe insulă.
Arheologii moderni cred că insula ar putea fi locul unde s-a aflat mormântul inițial al Sfântului Nicolae. Numele turcesc tradițional al insulei este Gemiler Adası, care înseamnă „Insula bărcilor” și poate fi o referire la rolul Sfântului Nicolae de protector al marinarilor; navigatorii au numit-o „Insula Sfântului Nicolae” în perioada medievală. Arheologii cred că Sfântul Nicolae a fost înmormântat în biserica săpată în stâncă după moartea sa în preajma anului 345. Moaștele sale ar fi rămas acolo până în jurul anului 650, când insula a fost abandonată pentru că era amenințată de o flotă arabă. Ele au fost transportate apoi în orașul Myra, la aproximativ 40 km spre est.

## Economie
Insula este în prezent o destinație populară pentru marile iahturi turcești (de exemplu, din stațiunea Ölüdeniz⁠(d)), care aduc mulți turiști, precum și pentru multe ambarcațiuni private mai mici, deoarece golful în formă de semilună poate fi folosit ca un loc sigur de ancorare. Ruinele bizantine pot fi văzute de pe mare. În timpul verii este deschis de-a lungul golfului un mic restaurant improvizat pentru marinari. Proprietarii nu locuiesc pe insulă, ci se întorc pe continent atunci când ambarcațiunile nu mai acostează. O taxă de 10 lire turcești este percepută în prezent vizitatorilor ruinelor.